# Dżilfa
Dżilfa – miasto w północnej Algierii, w Atlasie Saharyjskim, ośrodek administracyjny prowincji Dżilfa. Około 337 tys. mieszkańców; centrum handlu wełną, końmi, ostnicą esparto, daktylami, wyrobami rzemieślniczymi; węzeł drogowy; lotnisko.
Pod koniec wojny domowej w Hiszpanii w obozie internowania uwięziono 800 hiszpańskich uchodźców republikańskich. Obóz położony był na wysokości prawie 2000 metrów, w górach. Do internowanych Hiszpanów dołączyli później Żydzi, zgodnie z antyżydowskimi środkami dekretowanymi przez reżim Vichy, a także 300 byłych żołnierzy Brygad Międzynarodowych, a także innych wrogów rządu Vichy: francuskich komunistów i bojowników ruchu oporu, co dało łącznie 2500 więźniów.
W roku 1943, po zajęciu Algierii przez wojska amerykańskie, polscy komuniści więzieni w Dżilfie wyjechali do ZSRR, przy okazji repatriacji obywateli ZSRR.